# Campeonato Mundial de Natação em Piscina Curta de 2012 - 100 m borboleta masculino
A prova dos 100 metros nado borboleta masculino do Campeonato Mundial de Natação em Piscina Curta de 2012 foi disputado entre 12 e 13 de dezembro em Istambul  na Turquia.

## Recordes
Antes desta competição, os recordes mundiais e do campeonato nesta prova eram os seguintes:
|    | Nome                | Nacionalidade | Tempo | Local      | Data                   |
| -- | ------------------- | ------------- | ----- | ---------- | ---------------------- |
| WR | Yevgeny Korotyshkin | Rússia        | 48.48 | Berlim     | 15 de novembro de 2009 |
| CR | Peter Mankoč        | Eslovênia     | 50.04 | Manchester | 10 de abril de 2008    |

## Medalhistas
| Ouro               | Prata             | Bronze            |
| Chad le Clos (RSA) | Tom Shields (USA) | Ryan Lochte (USA) |

## Resultados

### Eliminatórias
As eliminatórias ocorreram dia 12 de dezembro.  
| Colocação | Bateria | Raia | Nome                             | Tempo   | Notas |
| --------- | ------- | ---- | -------------------------------- | ------- | ----- |
| 1         | 9       | 1    | Ryan Lochte (USA)                | 50.16   | Q     |
| 2         | 1       | 2    | Wu Peng (CHN)                    | 50.49   | Q, NR |
| 3         | 10      | 4    | Chad le Clos (RSA)               | 50.73   | Q     |
| 4         | 9       | 3    | Joeri Verlinden (NED)            | 50.81   | Q     |
| 5         | 8       | 4    | Tom Shields (USA)                | 50.82   | Q     |
| 6         | 10      | 7    | László Cseh (HUN)                | 50.86   | Q, NR |
| 7         | 10      | 6    | Peter Mankoč (SLO)               | 50.99   | Q     |
| 8         | 9       | 6    | Kazuya Kaneda (JPN)              | 51.00   | Q     |
| 9         | 10      | 5    | Kenneth To (AUS)                 | 51.06   | Q     |
| 10        | 9       | 2    | Jason Dunford (KEN)              | 51.14   | Q     |
| 11        | 9       | 4    | Konrad Czerniak (POL)            | 51.15   | Q     |
| 12        | 8       | 8    | Matteo Rivolta (ITA)             | 51.19   | Q, NR |
| 13        | 8       | 3    | Nikolay Skvortsov (RUS)          | 51.29   | Q     |
| 13        | 9       | 5    | Rafael Muñoz (ESP)               | 51.29   | Q     |
| 15        | 8       | 5    | François Heersbrandt (BEL)       | 51.31   | Q     |
| 16        | 10      | 2    | Yauhen Tsurkin (BLR)             | 51.47   | Q     |
| 17        | 2       | 8    | Frédérick Bousquet (FRA)         | 51.50   |       |
| 18        | 10      | 3    | Kaio de Almeida (BRA)            | 51.57   |       |
| 19        | 9       | 7    | Bence Pulai (HUN)                | 51.61   |       |
| 20        | 10      | 0    | Chang Gyu-Cheol (KOR)            | 51.70   |       |
| 21        | 8       | 7    | Grant Irvine (AUS)               | 51.81   |       |
| 22        | 6       | 3    | Joseph Schooling (SIN)           | 51.84   | NR    |
| 23        | 8       | 2    | Viacheslav Prudnikov (RUS)       | 51.89   |       |
| 24        | 7       | 0    | Ben Hockin (PAR)                 | 51.99   | NR    |
| 25        | 10      | 9    | Andreas Vazaios (GRE)            | 52.05   | NR    |
| 26        | 8       | 6    | Romain Sassot (FRA)              | 52.07   |       |
| 27        | 9       | 0    | Mauricio Fiol (PER)              | 52.08   | NR    |
| 28        | 10      | 8    | Michal Poprawa (POL)             | 52.24   |       |
| 29        | 10      | 1    | Robert Žbogar (SLO)              | 52.34   |       |
| 30        | 2       | 0    | Chen Yin (CHN)                   | 52.36   |       |
| 31        | 7       | 3    | Coleman Allen (CAN)              | 52.60   |       |
| 32        | 6       | 6    | Victor Bromer (DEN)              | 52.98   |       |
| 33        | 7       | 6    | Dominik Straga (CRO)             | 53.14   |       |
| 34        | 7       | 5    | Alex Hernandez Medina (CUB)      | 53.15   |       |
| 35        | 8       | 0    | Joshua McLeod (TRI)              | 53.20   |       |
| 36        | 7       | 1    | Zackariah Chetrat (CAN)          | 53.23   |       |
| 37        | 8       | 9    | Kenta Hirai (JPN)                | 53.25   |       |
| 38        | 9       | 9    | Martin Verner (CZE)              | 53.32   |       |
| 39        | 6       | 4    | Yevgeniy Lazuka (AZE)            | 53.33   |       |
| 40        | 7       | 4    | Garth Tune (RSA)                 | 53.44   |       |
| 41        | 7       | 8    | Nurettin Yildir Erhan (TUR)      | 53.51   |       |
| 42        | 9       | 8    | Alon Mandel (ISR)                | 53.65   |       |
| 43        | 8       | 1    | Hoang Quy Phuoc (VIE)            | 53.66   |       |
| 44        | 6       | 7    | Emmanuel Crescimbeni (PER)       | 53.69   |       |
| 45        | 7       | 2    | Joaquin Belza (ARG)              | 54.25   |       |
| 46        | 7       | 7    | Alexandre Liess (SUI)            | 54.26   |       |
| 47        | 6       | 5    | Ng Chun Nam Derick (HKG)         | 54.41   |       |
| 48        | 6       | 8    | Jose Lobo Martinez (PAR)         | 54.42   |       |
| 49        | 6       | 2    | Aleksey Derlyugov (UZB)          | 54.61   |       |
| 50        | 6       | 0    | Ng Kai Wee Rainer (SIN)          | 55.11   |       |
| 51        | 5       | 8    | Radhames Kalaf (DOM)             | 55.24   |       |
| 52        | 6       | 1    | Pavel Naroskin (EST)             | 55.29   |       |
| 53        | 5       | 4    | Teimuraz Kobakhidze (GEO)        | 55.53   |       |
| 54        | 6       | 9    | Orri Freyr Gudmundsson (ISL)     | 55.81   |       |
| 55        | 5       | 6    | Pavel Izbisciuc (MDA)            | 56.10   |       |
| 56        | 5       | 7    | Joaquin Sepulveda (CHI)          | 56.57   |       |
| 57        | 7       | 9    | Matthew Abeysinghe (SRI)         | 56.80   |       |
| 58        | 5       | 1    | Timothy Wynter (JAM)             | 56.92   |       |
| 59        | 5       | 0    | Sarma Nair (IND)                 | 56.96   |       |
| 60        | 5       | 9    | Afshin Asgari (IRI)              | 57.00   |       |
| 61        | 1       | 4    | Anthonny Sitraka Ralefy (MAD)    | 57.41   |       |
| 62        | 3       | 4    | Ahmad Attellesey (LBA)           | 57.89   |       |
| 63        | 4       | 5    | Julian Harding (MLT)             | 57.90   |       |
| 64        | 4       | 6    | James Sanderson (GIB)            | 58.15   |       |
| 65        | 4       | 7    | Valdo Lourenço (MOZ)             | 58.24   |       |
| 66        | 4       | 9    | Dulguun Batsaikhan (MGL)         | 58.28   |       |
| 67        | 1       | 3    | Adrian Todd (BOT)                | 58.36   |       |
| 68        | 3       | 5    | Paul Elaisa (FIJ)                | 58.50   |       |
| 68        | 5       | 2    | Obaid Al-Jasmi (UAE)             | 58.50   |       |
| 70        | 4       | 8    | Fernando Medrano Medina (NCA)    | 58.55   |       |
| 71        | 4       | 4    | Mohammed Al-Ghafri (UAE)         | 58.69   |       |
| 72        | 3       | 3    | Ralph Wesley Goveia (ZAM)        | 58.90   |       |
| 73        | 4       | 2    | Nuno Rola (ANG)                  | 58.99   |       |
| 74        | 4       | 3    | Omar Mithqal (JOR)               | 59.08   |       |
| 75        | 1       | 6    | David van der Colff (BOT)        | 59.12   |       |
| 76        | 5       | 5    | Rahul Monal Chokshi (IND)        | 59.43   |       |
| 77        | 4       | 0    | Sio Ka Kun (MAC)                 | 59.69   |       |
| 78        | 4       | 1    | Ameer Adnan Ali (IRQ)            | 59.96   |       |
| 79        | 3       | 2    | Stanford Gore Kawale (PNG)       | 1:00.45 |       |
| 80        | 3       | 6    | Khalid Baba (BHR)                | 1:01.75 |       |
| 81        | 3       | 7    | Omar Omar (QAT)                  | 1:01.85 |       |
| 82        | 2       | 7    | Borhane Ahmed Mohamed Abro (DJI) | 1:02.12 |       |
| 83        | 1       | 5    | Aung Thiha (MYA)                 | 1:02.24 |       |
| 84        | 3       | 1    | Michael Hitchcock (GIB)          | 1:02.70 |       |
| 85        | 2       | 4    | Joseph Seguina (GUY)             | 1:03.50 |       |
| 86        | 2       | 5    | Hannibal Gaskin (GUY)            | 1:03.60 |       |
| 87        | 3       | 9    | Franc Aleksi (ALB)               | 1:05.39 |       |
| 88        | 2       | 9    | Giordan Harris (MHL)             | 1:09.27 |       |
| 89        | 2       | 6    | Jamal Tamasese (SAM)             | 1:10.18 |       |
| 90        | 2       | 3    | Mohamed Muthasim Adnan (MDV)     | 1:12.69 |       |
| 91        | 2       | 2    | Chavez Joseph (VIN)              | DSQ     |       |
| 91        | 5       | 3    | Ayman Klzie (SYR)                | DSQ     |       |
| 92        | 2       | 1    | Leonardo Alcover (BRA)           | DNS     |       |
| 92        | 3       | 0    | Julien Brice (LCA)               | DNS     |       |
| 92        | 3       | 8    | Alassane Sylla (CIV)             | DNS     |       |

### Semifinal
A semifinal  ocorreu dia 12 de dezembro. 
| Colocação | Bateria | Raia | Nome                 | Nacionalidade  | Tempo | Notas |
| --------- | ------- | ---- | -------------------- | -------------- | ----- | ----- |
| 1         | 2       | 3    | Tom Shields          | Estados Unidos | 50.14 | Q     |
| 2         | 2       | 5    | Chad le Clos         | África do Sul  | 50.16 | Q     |
| 3         | 1       | 5    | Joeri Verlinden      | Países Baixos  | 50.43 | Q     |
| 4         | 2       | 4    | Ryan Lochte          | Estados Unidos | 50.59 | Q     |
| 5         | 1       | 3    | László Cseh          | Hungria        | 50.72 | Q, NR |
| 6         | 1       | 1    | Rafael Muñoz         | Espanha        | 50.73 | Q     |
| 6         | 2       | 7    | Konrad Czerniak      | Polónia        | 50.73 | Q     |
| 8         | 1       | 4    | Wu Peng              | China          | 50.77 | ?     |
| 8         | 2       | 1    | Nikolay Skvortsov    | Rússia         | 50.77 | ?     |
| 10        | 2       | 8    | François Heersbrandt | Bélgica        | 50.90 |       |
| 11        | 2       | 2    | Kenneth To           | Austrália      | 50.93 |       |
| 12        | 2       | 6    | Peter Mankoč         | Eslovênia      | 51.00 |       |
| 13        | 1       | 6    | Kazuya Kaneda        | Japão          | 51.04 |       |
| 14        | 1       | 2    | Jason Dunford        | Quênia         | 51.08 |       |
| 15        | 1       | 7    | Matteo Rivolta       | Itália         | 51.10 | NR    |
| 16        | 1       | 8    | Yauhen Tsurkin       | Bielorrússia   | 51.23 |       |

#### Prova extra
| Colocação | Raia | Nome              | Nacionalidade | Tempo | Notas |
| --------- | ---- | ----------------- | ------------- | ----- | ----- |
| 1         | 5    | Nikolay Skvortsov | Rússia        | 50.60 | Q     |
| 2         | 4    | Wu Peng           | China         | 50.78 |       |

### Final
A final teve sua disputa realizada em 13 de dezembro. 
| Colocação         | Raia | Nome              | Nacionalidade  | Tempo | Notas  |
| ----------------- | ---- | ----------------- | -------------- | ----- | ------ |
| Medalha de ouro   | 5    | Chad le Clos      | África do Sul  | 48.82 | CR, AF |
| Medalha de prata  | 4    | Tom Shields       | Estados Unidos | 49.54 |        |
| Medalha de bronze | 6    | Ryan Lochte       | Estados Unidos | 49.59 |        |
| 4                 | 3    | Joeri Verlinden   | Países Baixos  | 50.45 |        |
| 5                 | 1    | Konrad Czerniak   | Polónia        | 50.54 |        |
| 6                 | 7    | Rafael Muñoz      | Espanha        | 50.76 |        |
| 6                 | 8    | Nikolay Skvortsov | Rússia         | 50.76 |        |
| 8                 | 2    | László Cseh       | Hungria        | 50.93 |        |

Legenda
| Recorde mundial       | Recorde mundial (World record)               |                       | Recorde africano                      | Recorde africano (African) |                                           | Q | Classificado por posição (Qualified) |
| Recorde do campeonato | Recorde do campeonato (Championship record)  | Recorde da América    | Recorde da América (Americas)         | q                          | Classificado por melhor tempo (Qualified) |   |                                      |
| Melhor marca do ano   | Melhor marca do ano (World leading)          | Recorde asiático      | Recorde asiático (Asian)              | DNS                        | Não largou (Did not start)                |   |                                      |
| Recorde nacional      | Recorde nacional (National record)           | Recorde europeu       | Recorde europeu (European)            | DNF                        | Não terminou (Did not finish)             |   |                                      |
| Recorde pessoal       | Recorde pessoal do atleta (Personal best)    | Recorde da Oceania    | Recorde da Oceania (Oceania)          | DSQ / DQ                   | Desclassificado (Disqualified)            |   |                                      |
| Recorde da temporada  | Recorde da temporada do atleta (Season best) | Recorde sul-americano | Recorde sul-americano (South America) | NM                         | Sem marca (No mark)                       |   |                                      |